# سيف أند ساوند (أغنية تايلور سويفت)
سيف أند ساوند (بالإنجليزية: Safe & Sound)‏؛ هي أغنية للفنانة الأمريكية تايلور سويفت، صدرت في 26 ديسمبر 2011، وكانت ضمن مجموعة أغاني ألبوم مباريات الجوع: أغان من المقاطعة الثانية عشرة وما بعدها.